# Bramdrupdam
Bramdrupdam er en bydel i Kolding, beliggende i Bramdrup Sogn 5 km nord for Koldings centrum. Bramdrup Sogn har 4.418 indbyggere  (2025); bydelen Bramdrupdam har lidt færre, da sognet også rummer indbyggere uden for byområdet.

## Faciliteter
Bramdrup Skole har 712 elever, fordelt på 0.-9. klassetrin. Skolen har et specialcenter for op til 12 elever med ADHD o.lign.
Bydelen har borgerforening, lokalhistorisk arkiv og en række andre foreninger. Bramdrupdam Gymnastik & Idrætsforening (BGIF) har over 1400 medlemmer og tilbyder badminton, fodbold, gymnastik, håndbold og tennis.
Bramdrupdam Sports- & Mødecenter består af en opvisningshal med 915 siddepladser, en træningshal, 240 m² sal og 8 mødelokaler, så man ud over store sportslige arrangementer kan arrangere møder og messer for erhvervslivet. Udendørs er der tennis- og fodboldbaner.

## Historie
Landsbyen Bramdrup lå ved Bramdrup Kirke. På kirkegården rejste sognets beboere i 1874 et monument over de 11 danske soldater, der faldt i slaget ved Kolding 23. april 1849 og er begravet her.
1 km vest for kirken går landevejen Kolding-Vejle, nu sekundærrute 170. Her blev Bramdrupdam Kro opført i 1848, og den fik sin bevilling godkendt i 1854.
I en periode fra 1623-1969 havde legetøjsproducenten Bilofix produktion i Bramdrupdam.

### Jernbanerne
Bramdrup fik holdeplads på Kolding-Egtved Jernbane (1898-1930). Den lille station lå tæt på kroen. I 1906 blev Bramdrup og Bramdrupdam beskrevet således: "Bramdrup med Kirke, Skole, Forsamlingshus (opf. 1895) og Telefonstation; Bramdrupdam med Kro, Andelsmejeri, Mølle og Jærnbanest." Målebordsbladet fra 1900-tallet viser desuden en smedje i Bramdrup.
Bramdrupdam fik også trinbræt på Troldhede-Kolding-Vejen Jernbane (1917-68). Den gamle dam, som på målebordsbladet fra 1800-tallet stadig ses vest for Vejlevej, blev delvis udtørret, så Troldhedebanen kunne føres gennem dalen.
Troldhedebanen tog en anden vej fra Kolding og kom derfor ind i Bramdrupdam næsten vinkelret på Egtvedbanens høje dæmning, som stadig ses tydeligt midt i byen. Egtvedbanens stationsbygning er bevaret på Bramdrupvej 6. Bramdrupdam Trinbræt lå for enden af Damstien. Troldhedestien, der er en 12 km lang cykel- og gangsti på Troldhedebanens tracé mellem Parkskolen i Kolding og Ferup Station, går gennem Bramdrupdam.
Bramdrupdam stationsby havde 171 indbyggere i 1911 og 207 indbyggere i 1916.
Stationsbyen fortsatte sin udvikling i mellemkrigstiden: 260 indbyggere i 1921, 253 i 1925, 275 i 1930, 285 indbyggere i 1940. I 1930 var fordelingen efter næringsvej: 38 levede af landbrug, 117 af håndværk og industri, 34 af handel og omsætning, 6 af transport, 8 af immateriel virksomhed, 29 af husgerning mens 43 var ude af erhverv.
Bramdrupdam fortsatte sin udvikling efter 2. verdenskrig: 267 indbyggere i 1945. 373 i 1950, 434 i 1955, 555 i 1960 og 1.475 i 1965. I 1960 var fordelingen efter næringsvej: 27 levede af landbrug, 320 af håndværk og industri, 58 af handel og omsætning, 42 af transport, 27 af administration og liberale erhverv, 21 af andre erhverv, 56 af formue eller pension mens 4 ikke havde oplyst indkomstkilde. I 1965 var fordelingen efter næringsvej: 76 levede af landbrug, 625 af fremstillingsvirksomhed, 137 af byggeri og anlæg, 236 af handel og omsætning, 107 af transport, 124 af administration og liberale erhverv, 36 af andre erhverv, 120 af formue eller pension mens 14 ikke havde oplyst indkomstkilde.
- Bramdrup holdeplads
- I Sønderlunden ses Egtvedbanens tracé ved siden af den nye sti
- Troldhedestien krydser Paabyvej – forude en rest af den gamle dam
- Troldhedestien under Vejlevej, gangsti og Egtvedbanens tracé

### Kommunen
Da der ikke var den store udvikling i landsbyen Bramdrup, blev det efterhånden naturligt at kalde byen – og senere bydelen – Bramdrupdam. Det bidrog også til at undgå forveksling med Bramdrup ved Ødis syd for Kolding. Den havde 1911-48 en jernbanestation på Kolding Sydbaner, som hed Ødis-Bramdrup.
I 1950'erne og 1960'erne voksede Kolding ud over sognegrænserne, ikke mindst i nabosognet Harte, så ved kommunalreformen i 1970 blev Harte-Nr. Bramdrup, som sognekommunen var kommet til at hedde, indlemmet i Kolding Kommune.